# Aleksandar Živković (nogometaš)
Aleksandar Živković, srbski nogometaš, * 28. julij 1977.
Za srbsko reprezentanco je odigral dve uradni tekmi.